# رایتنبوخ
رایتنبوخ (به آلمانی: Raitenbuch) یک شهر در آلمان است که در وایسنبورگ-گونتسنهاوزن واقع شده‌است.